# Грандфолс (Тексас)
Грандфолс (енгл. Grandfalls) град је у америчкој савезној држави Тексас. По попису становништва из 2010. у њему је живело 360 становника.

## Демографија
Према попису становништва из 2010. у граду је живело 360 становника, што је 31 (7,9%) становника мање него 2000. године.
| Група             | 2000.       | 2010.       |
| Белци             | 186 (47,6%) | 173 (48,1%) |
| Афроамериканци    | 1 (0,3%)    | 10 (2,8%)   |
| Азијати           | 0 (0,0%)    | 0 (0,0%)    |
| Хиспаноамериканци | 195 (49,9%) | 167 (46,4%) |
| Укупно            | 391         | 360         |